# Exposición (niño)

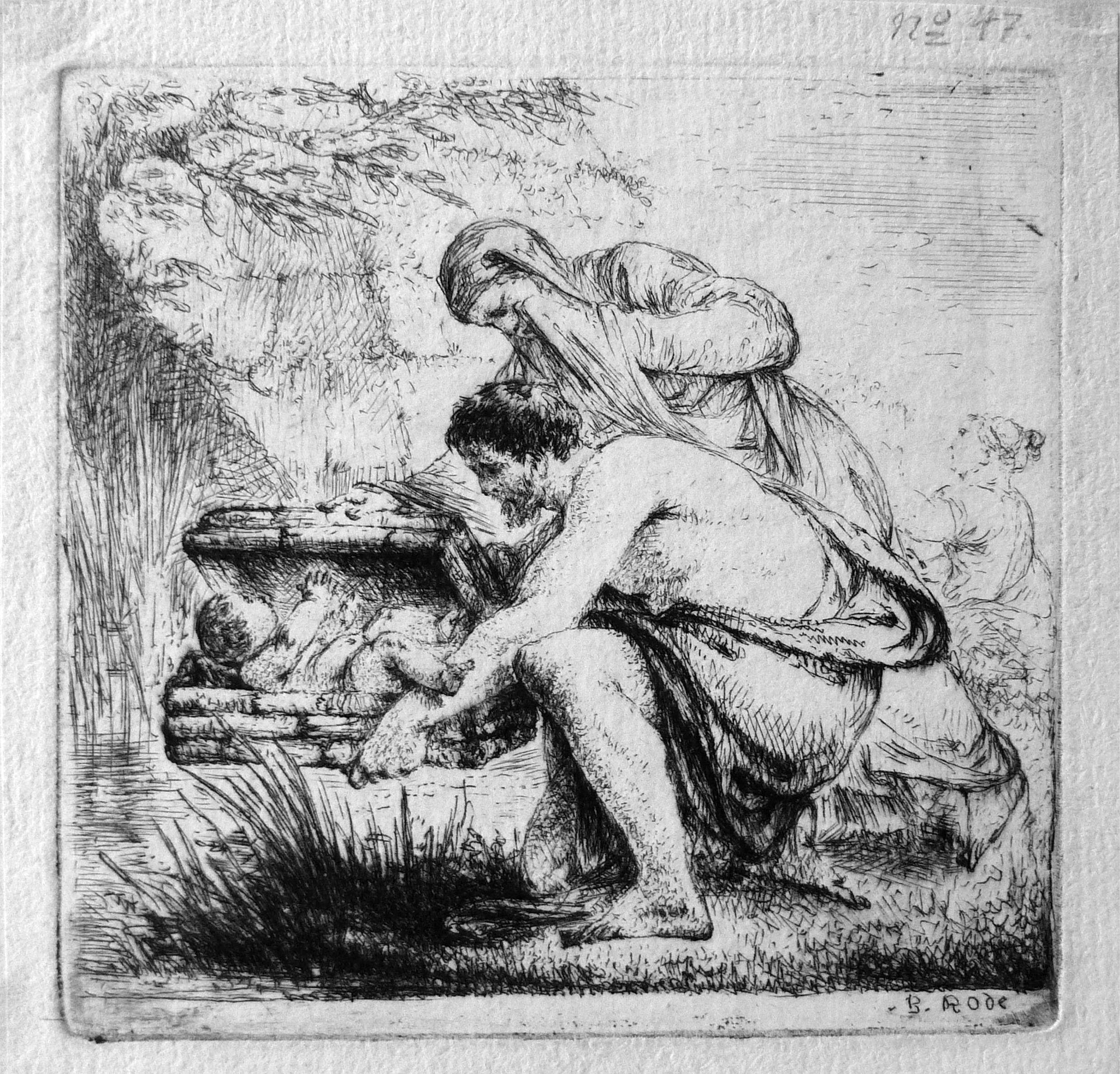
Moses im Binsenkörbchen am Nile ausgesetzt (‘Moisés es abandonado en el río Nilo en una cesta de mimbre’, 1775), grabado de Bernhard Rode (1725-1797).

Se entiende por exposición de un niño (del latín, expositus, "expuesto") al abandono de éste, recién nacido (o en su etapa lactante).
Histórica y mitológicamente, muchas culturas practicaron el abandono de los recién nacidos, antes que matarlos. De esta manera, algunos de estos niños podían sobrevivir si eran recogidos y cuidados por otros seres, humanos o mitológicos.
La exposición a menudo se consideraba una forma de infanticidio:

Es sin duda la forma más cruel de matar... por la exposición al frío, el hambre y los perros.
Tertuliano, Apología

## Mitología
La exposición de un recién nacido es un tema recurrente en la mitología o en la literatura, especialmente entre los nacimientos de los héroes, como por ejemplo:
- Edipo, expuesto en las montañas, colgado de un árbol por los pies.
- Gilgamesh, arrojado desde la Acrópolis.
- Karna, que fue arrojado en una cesta en el río Ganges, según el Majabhárata.
- Moisés, que fue arrojado en una cesta de cañas en el río Nilo, según la Biblia.
- Paris, expuesto en el monte Ida.
- Perseo, arrojado con su madre Dánae al mar en un cofre de madera.
- Rómulo y Remo, expuestos en una cesta en el río Tíber.
- Sargón de Acad, expuesto en un río.
- Télefo, expuesto en el monte Partenion.

Tras la exposición, los niños que han logrado salvarse y alcanzado su madurez ha sido porque son, usualmente, criados por animales salvajes (como la loba en el caso de Rómulo y Remo) o adoptados por campesinos humildes, como los pastores. En otros casos, son recogidos por gente de la nobleza como es el caso de la hija del faraón, que se ocupó de Moisés.

## Antigua Grecia
En la Antigua Grecia, el niño, después de nacer, necesitaba ser reconocido por el padre en ciudades como Atenas o por decisión del Consejo de Ancianos en el caso de Esparta. En el caso de que fuese rechazado, en el primer caso, el padre exponía a su hijo en un lugar público por si alguien quisiera hacerse cargo del mismo. En el segundo caso, el niño era expuesto a su muerte en el Monte Taigeto.

## Antigua Roma
En la Antigua Roma, al nacer el niño, se le depositaba en el suelo de la casa. Si el padre levantaba al niño del suelo, era señal que lo aceptaba en su familia. Si no lo levantaba pasaba a ser expuesto, lo que llevaba, en muchos casos a su muerte, a no ser que alguien lo recogiera. La mayoría de los niños expuestos terminaban como esclavos, a pesar de que las leyes romanas no lo permitían.
En Roma estaba la columna lactaria, ahí las madres llevaban a sus hijos por un principio de superstición. Algunas por indigencia o inhumanidad los dejaban expuestos en el pedestal de la misma en el cual había una especie de cuartito. Juvenal dice que las mujeres de consideración y posibilidades iban muy a menudo a tomar alguna de aquellas infelices criaturas para hacerlas criar en su casa y las de quien nadie se encargaba eran mantenidas a expensas del público.

## Edad Media
Algunas leyes medievales europeas codificaron el abandono de niños, como por ejemplo el Código visigótico (Forum judicum), donde a menudo se prescribía que la persona que acogiera al niño tenía derecho a ponerlo a su servicio como esclavo.

## Interpretación
Otto Rank explora este tema en su libro, The Myth of the Birth of the Hero ("El mito del nacimiento del héroe"). La exposición, especialmente en el agua, "no significa más que la expresión simbólica del nacimiento. Los niños salen del agua. La canasta, cesta, caja o receptáculo no significa otra cosa que el contenedor del niño, el útero... Así que la exposición significa directamente el proceso del nacimiento".
Además, según Rank, estos mitos ejemplifican la tensión psicológica natural entre padres e hijos. En todas estas historias, existe "una tendencia a representar a los padres como los primeros y más poderosos oponentes del héroe... El peligro vital, así encubierto en la representación del nacimiento a través de la exposición, es el que realmente existe en el propio proceso del nacimiento. La superación de todos estos obstáculos también expresa la idea de que el futuro héroe ha superado realmente las mayores dificultades en virtud de su nacimiento, porque ha frustrado victoriosamente todos los intentos para impedirlo".